# Videojoc de rol d'acció

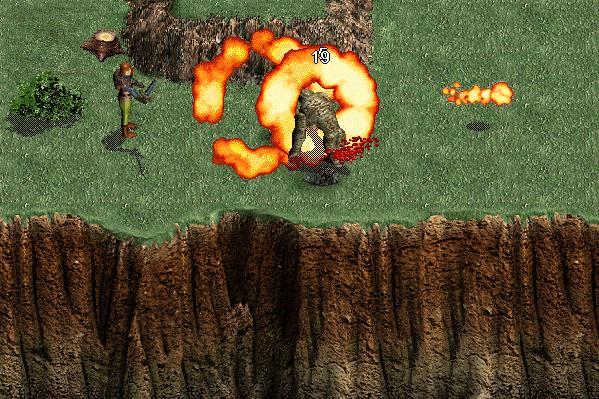
Captura de pantalla de Dink Smallwood, videojoc d'ARPG de codi lliure.

Els videojocs de rol d'acció o ARPG (de l'anglès action role-playing games) són un gènere de videojocs que comparteixen moltes característiques amb els jocs de rol però que, a diferència d'aquests, ofereixen combats en temps real. Aquests jocs ofereixen un sistema de combat similar als de tipus hack and slash o als de tipus shooter.

## Inicis
Els primers jocs de masmorres eren de tipus Roguelike, si el grup no es movia els enemics tampoc ho feien. Dungeons of Daggorath va sortir a la llum per a la TRS-80 Color Computer el 1982, aquest combinava elements d'un joc de masmorres amb elements en temps real, els quals requerien ordres cronometrades i on els enemics es movien sense importar el grup principal. El joc no tenia estadístiques numèriques com ara vitalitat o punts d'atac, en lloc d'això feia servir un sistema tipus arcade de fatiga on les pulsacions de cor indicaven la salut del jugador, un concepte inspirat per Space Invaders, on se sentia un batec que gradualment s'incrementava mentre l'enemic avançava cap al jugador. El 1983, ASCII va publicar el joc Bokosuka Wars per al computador Sharp x1, considerat una mostra primerenca d'un ARPG, tot i que també es considera un videojoc de rol tàctic. En aquest joc, cada soldat podia guanyar experiència i pujar de nivell batallant, al temps que l'acció passava en temps real. El 1984 la companyia Namco va publicar The Tower of Druaga, que va influir en altres jocs llançats el mateix any, com ara Dragon Slayer i Hydlide. Aquests titols van ser grans èxits de vendes i van disparar la popularitat del gènere al Japó, inspirant molts videojocs posteriors, com les sèries Ys i The Legend of Zelda.